# Anonyx simplex
Anonyx simplex is een vlokreeftensoort uit de familie van de Uristidae. De wetenschappelijke naam van de soort is voor het eerst geldig gepubliceerd in 1895 door Hirayama.